# Sergej Ivanovitsj Grigorjants
Sergej Ivanovitsj Grigorjants (Russisch: Серге́й Ива́нович Григорья́нц, Oekraïens: Сергі́й Іва́нович Григорья́нц) (Kiev, 12 mei 1941 – 14 maart 2023) was een Armeens-Oekraïens literair geschiedkundige, mensenrechtenactivist en dissident.
Grigorjants werd in 1975 een eerste keer gearresteerd door de KGB, omdat hij publiceerde rond mensenrechten in samizdat. Hij werd veroordeeld tot een gevangenisstraf. Begin jaren 1980 werd hij vrijgelaten, maar hij werd al snel opnieuw opgepakt. In 1983 werd hij veroordeeld tot 10 jaar gevangenis voor het uitgeven van Bulletin V, maar vier jaar later kreeg hij van Michail Gorbatsjov amnestie. In 1987 startte hij het onafhankelijke tijdschrift Glasnost.
In 1989 ontving Grigorjants de Gouden Pen van de Vrijheid voor zijn werk. Begin jaren 2000 was Grigorjants voorzitter van de mensenrechtenorganisatie Glasnost.
Grigoryants stierf op 14 maart 2023 op 82-jarige leeftijd